# Jaglu
Cet article concerne la race de moutons. Pour le manoir, voir Manoir du Jaglu.
Le jaglu (Heidschnucke en allemand, Ovis orientalis aries en latin) est une race de moutons répandue uniquement dans la Lande de Lunebourg.
Les jaglus comptent parmi les races domestiques les plus anciennes en Europe. 

## Description
Les poils du jaglu sont gris et très longs, mais peu aptes pour la production des textiles. Les pieds, la tête et la queue sont noirs. 
Il y a aussi des variétés blanches.
Les animaux des deux sexes portent des cornes.
Ils pèsent une quarantaine de kilogrammes, et le poids abattu est compris entre 12 et 20 kg. La viande ressemble à la viande de gibier.

## Reproduction
L'accouplement se passe en décembre. La gestation dure environ 5 mois et donne naissance entre avril et juin à 1, 2 ou très rarement 3 agneaux. Les agneaux sont complètement noirs lors de leur naissance, mais au cours de leur deuxième année de vie ils prennent la couleur des parents. L'agnelage ne pose que très rarement des problèmes.

## Histoire

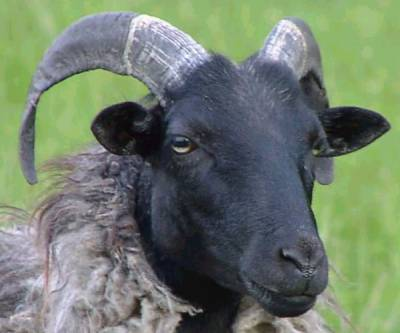
tête de Jaglu

Les jaglus, anciennement introduits dans la région à cause de leur adaptabilité leur permettant de se nourrir de bruyère (en allemand Heide, d’où le nom de la région) étaient élevés, jusqu’au début du XXe siècle, surtout pour gagner du fumier à partir de leurs excréments, alors que l’enrichissement de la nutrition en protéines ne jouait qu'un moindre rôle.
Après l’introduction des engrais artificiels, le jaglu était en voie d’extinction. Pendant une période transitoire durant jusqu’aux années 1970, les jaglus étaient élevés pour conserver l’aspect traditionnel du parc naturel de la Lande de Lunebourg.
La viande jaglue, très appréciée pour son goût de gibier, a de nouveau rendu l’élevage rentable et assure la survie de la race, indépendamment des subventions gouvernementales.